# یون‌بر

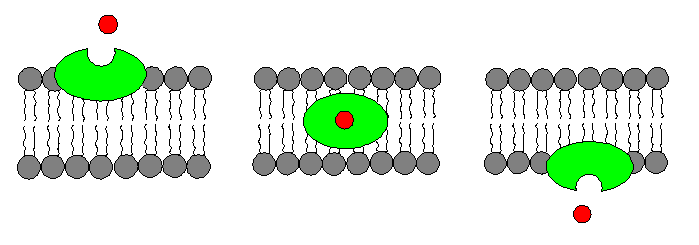

یون‌بَرها یا یونوفورها (به انگلیسی: Ionophore) مولکول‌های محلول در چربی هستند و انتقال یون‌ها از میان غشاء دو لایه لیپیدی را بر عهده دارند.اغلب توسط باکتری ها ساخته می شوند.ATP مصرف نمی کنند و به دو دسته:کانالی و متحرک تقسیم می شوند
کانال‌های یونی از جمله یون‌برها هستند.